# ポリエステル系熱可塑性エラストマー
ポリエステル系熱可塑性エラストマー (略称：TPEE：ThermoPlastic PolyEster Elastomer/TPC：ThermoPlastic Copolyester) は、ほかの熱可塑性エラストマーと同じく、分子構造にハードセグメント と ソフトセグメントを同時に持つことで硬度と柔軟性を両立させた、プラスチックとゴムの間の存在の材料。
詳しく言えば、ポリマー分子中のハードセグメントとしてポリエステル構造 (ポリブチレンテレフタレートすなわちPBTの構造がメインに採用される) を、ソフトセグメントとしてポリエーテル (PTMGが最も使われる) あるいはポリエステルを用いた、ブロック共重合ポリマーである。
ポリエステル系熱可塑性エラストマー (TPEE / TPC) は、上記のソフトセグメントの構造によって、ポリエステル - ポリエステル型、ポリエステル - ポリエーテル型の2種類に主に分類されるが、ソフトセグメントの具体構造・種類とハードセグメントの具体構造・種類、とそれらの割合によって様々な特徴を持つポリマーが合成可能である。
1970年代に東洋紡績が「ペルプレン」を,米国デュポン社が「Hytrel」を, そして欧州においてAkzoPlastics (後DSM社に事業吸収された) が「Arnitel」をそれぞれ開発・商品化上市させて以来、長年に渡って使用範囲が徐々に広がってきたが、コスト高により用途が限られているため、いまだに知名度は高くない。
ここ数年、韓国、中国、台湾メーカーの参入も始まり、各社の競争が激しくなりつつあることから、価格も下がっていくことが見込まれる。

## 特徴と用途

### 長所
- 機械的な強度が大きく、機械性能のバランスが良い
- 優れた曲げ疲労特性、耐屈曲性
- 熱可塑性エラストマーの中でも使用温度領域が広い (つまり高温でも低温でも安定な性能発揮)
- 耐油、耐薬品性、耐オゾン性、(常温での) 耐水性
- 低温での柔軟性・耐屈曲性が優れる
- 優良な耐衝撃性、反発弾性
- 消音性能、摺動性が良く、耐磨耗性能も良い
- ソフトセグメントをチューニングすることで柔軟性を調整できるので可塑剤が基本的に不使用、かつリサイクル性が優れる
- 加工方法の多様性：射出成形、押出し成形、ブロー成形にはもちろん対応、いくつの種類の基材 (特にPBT、PC、ABSなど) に対して2色成形 (異なった材質や硬度の違う同材質、色の違う材質を一体成型出来る金型の事を言い、2種類の樹脂を一体成型するので接着等の二次工程を削減できる) 性が良い。
- 難燃グレードが充実、メーカーによってハロゲンフリー型の難燃性グレードもある
- 着色性がよく、鮮やかな色を出せる

### 欠点
- 骨格にエステル結合がある以上、加水分解のおそれが消えないので、温度の高い場合では、極性溶媒や酸/アルカリ水溶液に弱いのが現実 (非極性溶媒に対しては高温でも問題ない)。
- 耐候性がやや劣る
- 柔らかいグレードがあまり揃っていない (大体の硬度範囲はショア硬さで30Dから75D)
- 材料コストが高め
- 分子に極性の結合が結構多いため、吸湿性がある

### 主要用途
上記の特徴から、チューブ、ホース、自動車部品 (等速ジョイントブーツ (CVJ) などのブーツ部品、エアーダクトなどに使われている)、電気・電子部品、機械部品 (主にはクッション部品、消音ギア、電線被覆材など)、コンベアベルト、スキーやスノーボードのブーツ部材、工具/製品のグリップ部などの幅広い用途に使用されており、フィルムや繊維などの加工も可能で、結晶型の硬質エンプラへ混煉することで改質材とも使える。
また、近年3Dプリンターの流行で3Dプリント用のTPEEフィラメントも開発されている。